# Bainbridge-Ropers-Syndrom
Das Bainbridge-Ropers-Syndrom ist eine sehr seltene angeborene Erkrankung, die die psychomotorische Entwicklung und intellektuelle Fähigkeiten beeinträchtigt sowie Wachstumsverzögerung und Verformungen des Skeletts hervorruft. Typische Merkmale sind Mikrozephalie, Muskelhypotonie und Gesichtsdysmorphie.
Synonyme sind: Schwere Fütterprobleme mit Gedeihstörungen und Mikrozephalie durch ASXL3-Mangel; BRPS; ASXL3; englisch ASXL3-Related Disorder
Das Syndrom wurde erstmals 2013 von einer internationalen Arbeitsgruppe von Humangenetikern unter Federführung von Matthew N. Bainbridge und Richard A. Ropers beschrieben.

## Verbreitung
Die Häufigkeit wird mit unter 1 zu 1.000.000 angegeben, bislang wurde über weniger als 100 Betroffene berichtet. Die Vererbung erfolgt autosomal-dominant. Meist handelt es sich um Neumutationen.

## Ursache
Der Erkrankung liegen Loss-of-Function-Mutationen im ASXL3-Gen auf Chromosom 18 Genort q12.1 zugrunde.
Das Gen besteht aus 12 Exon. Die Mutationen befinden sich in Exon 11.
Das von dem Gen codierte Protein ist eine Komponente eines Enzym-Konplexes, der Ubiquitin von Histon H2A entfernt. Als Modellorganismus für weitere Forschungen dient der Krallenfrosch.

## Klinische Erscheinungen
Klinische Kriterien sind:
- Manifestation im Kleinkindalter oder zur Neugeborenenzeit
- mitunter bereits Wachstumsverzögerung im Mutterleib
- Verzögerte Sprachentwicklung
- Geistige Behinderung
- Gesichtsdysmorphie mit prominenter Stirn, gebogene und/oder zusammengewachsene Augenbrauen, weiter Augenabstand, schräge Lidspalten, lange spitze Nase mit betontem Nasenrücken, breiter Mund mit ausgestülptem Unterlippenrot, unregelmäßige Zahnstellungen
- Muskelhypotonie (bei 86 %)
- Verhaltensauffälligkeiten (bei 78 %)
- Gedeihstörung und Trinkschwierigkeiten (bei 78 %), auch Gastroösophagealer Reflux (GÖR) und Obstipation
- Skelettveränderungen (bei 74 %) mit marfanoidem Körperbau, Kielbrust, Skoliose, Arachnodaktylie und Gelenkkontrakturen, Pes planus
- Strabismus (bei etwa 50 %)
- Krampfanfälle (bei 38 %)

## Diagnostik
Die Diagnose ergibt sich aus den klinischen Befunden und kann durch humangenetische Untersuchung mit Nachweis einer heterozygoten pathogenen Variante im ASXL3-Gen bestätigt werden. Vorgeburtlich kann die Intrauterine Wachstumsretardierung durch Feinultraschall entdeckt werden.

## Differentialdiagnose
Abzugrenzen sind andere Syndrome mit geistiger Behinderung und verzögerter Sprachentwicklung, beispielsweise das Cornelia-de-Lange-Syndrom oder das Bohring-Opitz-Syndrom.

## Behandlung
Entsprechend der verschiedenen betroffenen Systeme sollte die Behandlung multidisziplinär erfolgen einschließlich neurologischer, entwicklungsphysiologischer und augenärztlicher Untersuchungen, Physiotherapie, eventuell Maßnahmen gegen den GÖR.

## Aussichten
Die Prognose hängt im Wesentlichen vom Ausmaß der Entwicklungsverzögerung und geistigen Behinderung ab.